# Ostra Mała (Rudawy Janowickie)

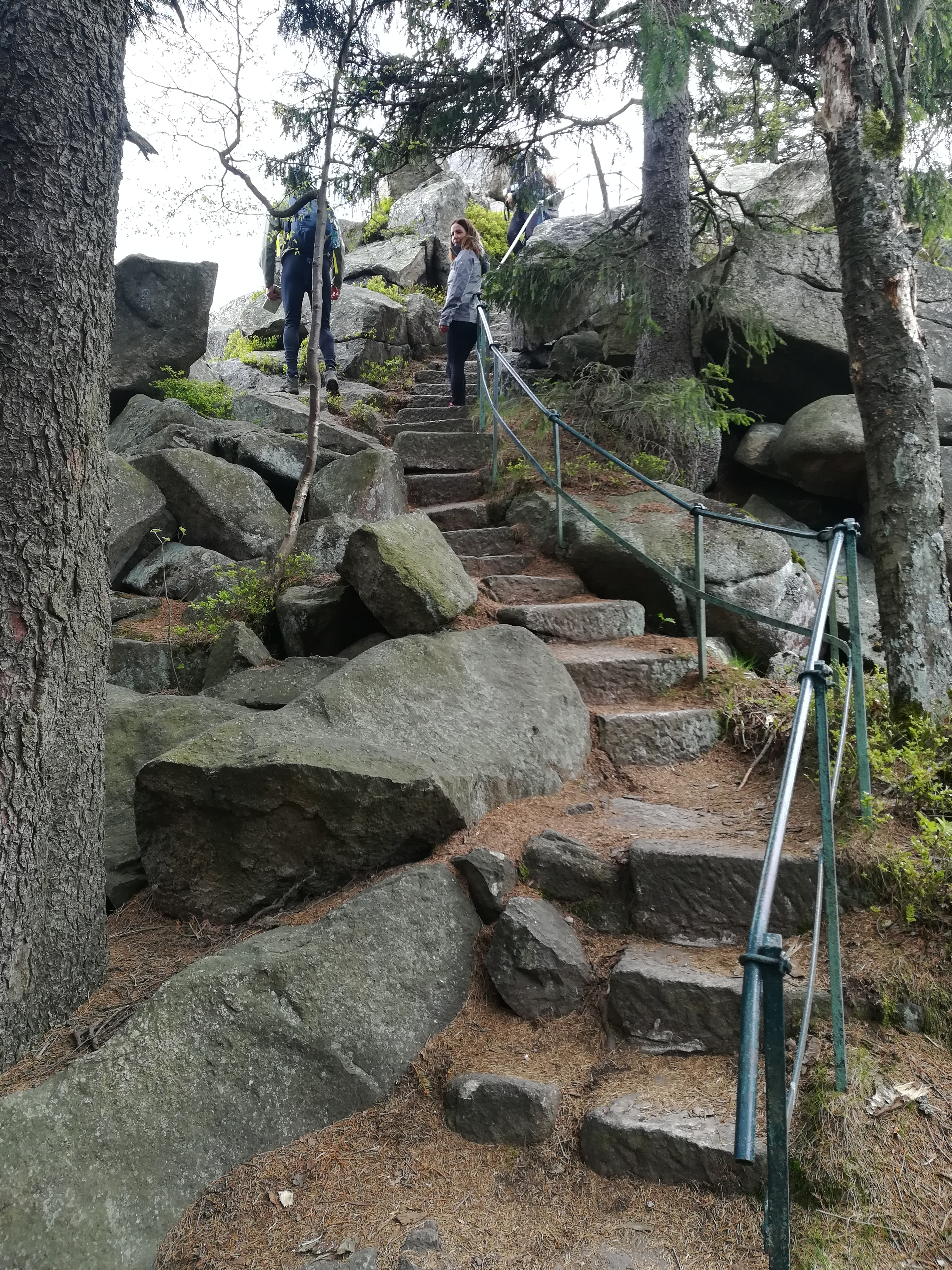
Schody na punkt widokowy

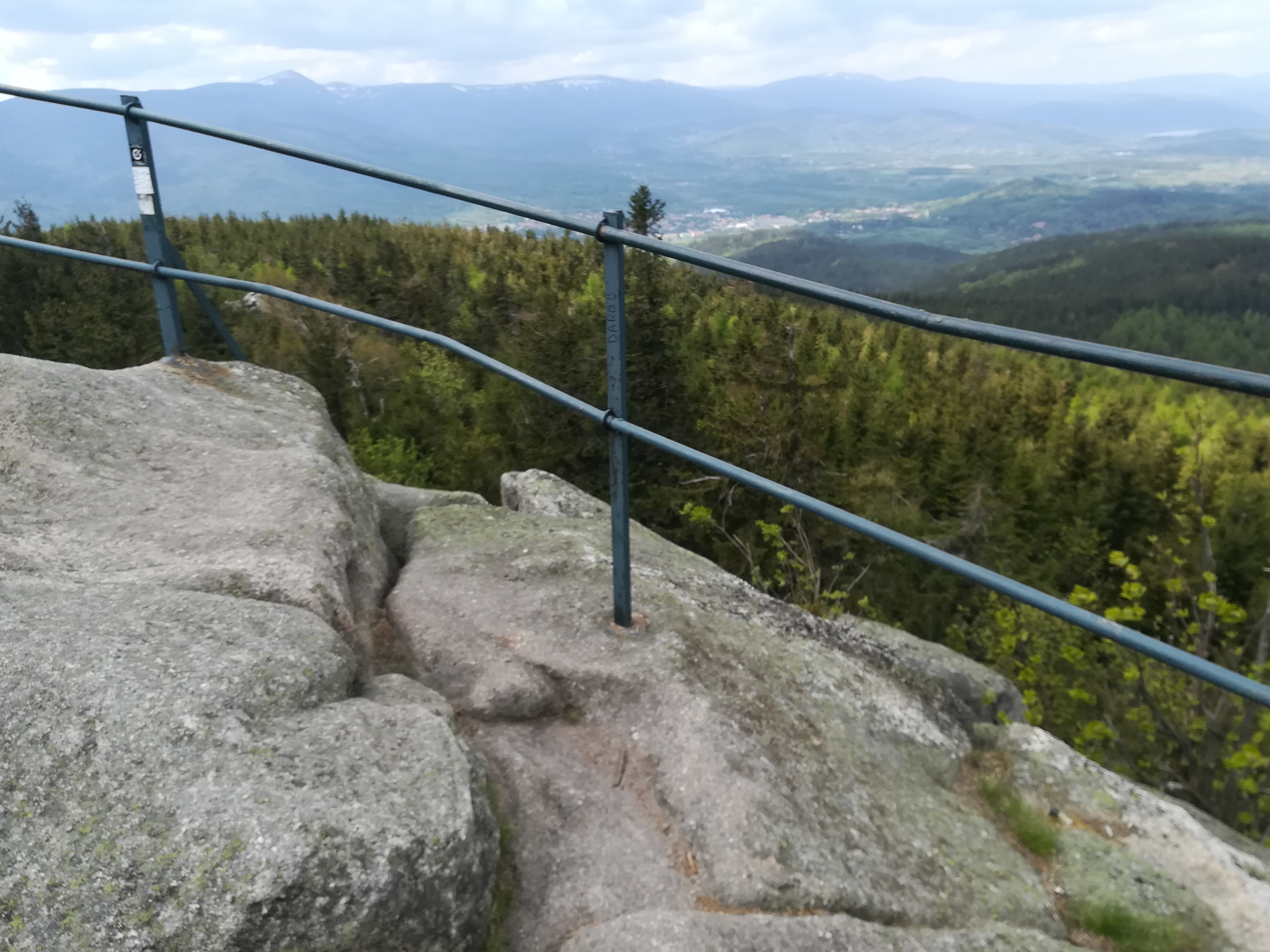
Widok na Karkonosze

Ostra Mała (niem. Freie Koppe, 945 m n.p.m.) – wzniesienie w południowo-zachodniej Polsce, w Sudetach Zachodnich, w Rudawach Janowickich.

## Położenie
Wzniesienie położone jest w południowo-środkowej części Rudaw Janowickich, na północ od Przełęczy pod Bobrzakiem, około 4,0 km na północny wschód od centrum Kowar.

## Opis
Góra stanowi południowo-zachodnią kulminację Skalnika, którego północno-wschodnia kulminacja tworzy rozległą kopułę z niewyraźnie zaznaczonym wierzchołkiem. W partii szczytowej wzniesienia znajduje się szereg okazałych skałek o fantazyjnych kształtach, z których szczytowa udostępniona jest stopniami wykutymi w skale w 1886 r. i zwieńczona platformą widokową. Skała ta jest najwyższym szczytem Rudaw Janowickich. Zgodnie z nowymi pomiarami wznosi się na 944,8 lub 944,6 m. Podawana na wielu mapach wysokość 935 lub 935,8 m odnosi się do punktu osnowy geodezyjnej, zlokalizowanego około 50 metrów na południe od wierzchołkowej skały. Od strony południowej średnio strome zbocza opadają do Przełęczy pod Bobrzakiem, podkreślając wzniesienie w terenie. Zbocze północno-wschodnie o prawie niewidocznym spadku, niezauważalnie przechodzi w zbocza północno-wschodniego wierzchołka Skalnika, niższego o 0,3 m. Zachodnie zbocze poniżej szczytu pokrywają niewielkie rumowiska skalne. Na południowym zboczu przy szlaku czerwonym i żółtym rozsiane są kolejne skałki tzw. Konie Apokalipsy.
Wzniesienie zbudowane jest z granitu karkonoskiego.
Zbocza i szczyt porasta w całości las świerkowy regla dolnego.
Wzniesienie położone jest w Rudawskim Parku Krajobrazowym.

## Inne
- W lesie poniżej szczytu w kierunku południowo-zachodnim znajduje się węzeł szlaków turystycznych.
- Na północny zachód, u podnóża góry, leży wieś Strużnica stanowiąca bazę wypadową w Rudawy Janowickie i Góry Sokole. Na południowo-wschodnim zboczu leży Czarnów ze schroniskiem turystycznym „Czartak”.
- Nazwę Konie Apokalipsy dla grupy czterech skałek na południowym zboczu Skalnika, nadali harcerze z obozu w Strużnicy podczas gaszenia wokół skałek pożaru traw.

## Turystyka
Grzbietem wzniesienia po południowo-wschodniej stronie parę metrów poniżej szczytu prowadzą szlaki turystyczne:
- żółty – fragment szlaku prowadzący z Karpnik na Przełęcz Kowarską i dalej
- zielony – fragment szlaku prowadzący z Kowar na Wielką Kopę i dalej
- niebieski- fragment szlaku E-3 prowadzący z Kamiennej Góry do Radomierza i dalej
- czerwony-fragment szlaku sudeckiego prowadzący z Szarocina do Bukowca i dalej

Z punktu widokowego na Ostrej Małej rozpościera się widok na panoramę Karkonoszy wraz z Lasockim Grzbietem, Kotliny Jeleniogórskiej, Pogórza Izerskiego, Gór Wałbrzyskich, Gór Kamiennych, Gór Kaczawskich, oraz zachodniej części Rudaw Janowickich z Górami Sokolimi. Przy dobrej widoczności widoczna jest Ślęża.